# Carla Herrero Torrellas
Carla Herrero Torrellas (Girona, 1994), coneguda amb el pseudònim de Silay Alkma, és una estudiant, conferenciant, catalana; activista contra l'assetjament escolar. Va escriure sobre l'assetjament escolar que va patir a l'escola, en un blog sota el pseudònim de Silay Alkma, sota el qual va crear un vídeo anomenat "El dolor silenciós". Comparteix la seva experiència donant xerrades, per ajudar altres joves estudiants, animant-les a trencar la cadena del silenci i resoldre el problema de violència escolar, assetjament psíquic o físic. El seu treball va guanyar el Premi del Consell Social en temàtiques de joventut de la Universitat de Girona, on actualment estudia psicologia. El seu projecte Trenca el Silenci, va ser dos anys premiat per la Fundació Telefónica. Un projecte amb el qual ja arriba a Perú, Equador, Argentina o Mèxic, entre d'altres. Ha escrit el llibre Alma de cristal.